# 전주인봉초등학교
전주인봉초등학교는 대한민국 전북특별자치도 전주시 덕진구 인후동1가 무삼지로 7에 소재한 공립 초등학교이다.

## 학교 연혁
- 2001년 3월 1일 전주인봉초등학교 개교(21학급)
- 2020년 2월 14일 제19회 졸업식(228명, 누계 4,484명)
- 2020년 3월 1일 제8대 이라윤 교장 부임
- 2020년 3월 1일 44학급 편성(교직원 90명, 학생 1,131명)
- 2024년 안녕하세요 인봉초 졸업한 이승후, 정도영, 원유연, 김세찬입니다

## 학교 상징
- 이승후,정도영,양지산,김영준,양우진,왕한수,원유연,한승헌,이예성,

## 참고 자료
- 전주인봉초등학교 - 한국교육학술정보원 학교알리미